# Liste der Baudenkmäler in Bielefeld
Die Liste der Baudenkmäler in Bielefeld enthält die denkmalgeschützten Bauwerke auf dem Gebiet der Stadt Bielefeld in Nordrhein-Westfalen (Stand: Oktober 2024). Diese Baudenkmäler sind in der Denkmalliste der Stadt Bielefeld eingetragen; Grundlage für die Aufnahme ist das Denkmalschutzgesetz Nordrhein-Westfalen (DSchG NRW).

Lage der Stadtbezirke im Stadtgebiet

Die Baudenkmäler in Bielefeld sind in folgenden Stadtbezirkslisten aufgeführt:
- Liste der Baudenkmäler im Stadtbezirk Bielefeld-Brackwede
- Liste der Baudenkmäler im Stadtbezirk Bielefeld-Dornberg
- Liste der Baudenkmäler im Stadtbezirk Bielefeld-Gadderbaum
- Liste der Baudenkmäler im Stadtbezirk Bielefeld-Heepen
- Liste der Baudenkmäler im Stadtbezirk Bielefeld-Jöllenbeck
- Liste der Baudenkmäler im Stadtbezirk Bielefeld-Mitte
- Liste der Baudenkmäler im Stadtbezirk Bielefeld-Schildesche
- Liste der Baudenkmäler im Stadtbezirk Bielefeld-Senne
- Liste der Baudenkmäler im Stadtbezirk Bielefeld-Sennestadt
- Liste der Baudenkmäler im Stadtbezirk Bielefeld-Stieghorst